# Дискографія Ванесси Хадженс
Дискографія американської поп-співачки та акторки Ванесси Гадженс містить 2 студійні альбоми, 3 сингли і 3 кліпи.

## Альбоми
| Рік  | Альбом                                                                                      | Місце в чартах | Місце в чартах | Місце в чартах | Місце в чартах | Місце в чартах | Місце в чартах | Місце в чартах | Місце в чартах | Місце в чартах | Місце в чартах | Сертифікація (таблиця продажів та сертифікатів)       |
| Рік  | Альбом                                                                                      | [ 1 ]          | Ірландія       | [ 2 ] [ 3 ]    | [ 4 ]          | [ 5 ]          | [ 6 ]          | [ 7 ]          | [ 8 ]          | [ 9 ]          | [ 10 ]         | Сертифікація (таблиця продажів та сертифікатів)       |
| ---- | ------------------------------------------------------------------------------------------- | -------------- | -------------- | -------------- | -------------- | -------------- | -------------- | -------------- | -------------- | -------------- | -------------- | ----------------------------------------------------- |
| 2006 | V - 1-й студійний альбом - Реліз: 26 вересня 2006 - Формати: CD, цифрове завантаження       | 24             | 27             | 86             | 59             | —              | —              | —              | —              | —              | 35             | - : Золото (570,000 копій) - : Платина (40,000 копій) |
| 2008 | Identified - 2-й студійний альбом - Реліз: 1 липня 2008 - Формати: CD, цифрове завантаження | 23             | 37             | 46             | —              | 60             | 94             | 74             | 35             | 115            | —              |                                                       |

## Сингли
| 2006                              | «Come Back to Me» | 55 | —  | 12 | 58 | 8 | 6 | 17 | 36 | 100 | V          |
| 2007                              | «Say OK»          | 61 | —  | —  | —  | — | — | —  | —  | 124 | V          |
| 2008                              | «Sneakernight»    | 88 | 95 | —  | 98 | — | — | —  | 94 | 164 | Identified |
| «—» сингл не зайняв місце у чарті |                   |    |    |    |    |   |   |    |    |     |            |

### Інші визначні пісні
| Рік  | Назва        | Місце в чартах | Альбом     |
| Рік  | Назва        | Японія         | Альбом     |
| ---- | ------------ | -------------- | ---------- |
| 2008 | «Identified» | 98             | Identified |

### В ролі Габріелли Монтез
Всі нижче наведені пісні Ванесса Гадженс виконує у серіях фільмів «Шкільний мюзикл», в ролі Габріелли Монтез.
| 2006                               | «Breaking Free»              | 4   | 9  | —  | 46 | —  | —  | —  | Шкільний мюзикл   |
| 2006                               | «What I've Been Looking For» | 67  | —  | —  | —  | —  | —  | —  | Шкільний мюзикл   |
| 2006                               | «When There Was Me and You»  | 72  | —  | —  | —  | —  | —  | —  | Шкільний мюзикл   |
| 2007                               | «You Are the Music in Me»    | 31  | 98 | 75 | —  | —  | 54 | —  | Шкільний мюзикл 2 |
| 2007                               | «Gotta Go My Own Way»        | 34  | 40 | 75 | —  | 54 | 67 | —  | Шкільний мюзикл 2 |
| 2007                               | «Everyday»                   | 65  | 59 | —  | —  | —  | —  | —  | Шкільний мюзикл 2 |
| 2008                               | «Right Here, Right Now»      | 113 | —  | —  | 92 | —  | —  | —  | Шкільний мюзикл 3 |
| 2008                               | «Can I Have This Dance»      | 98  | —  | —  | —  | —  | —  | 84 | Шкільний мюзикл 3 |
| «—» пісня не зайняла місце у чарті |                              |     |    |    |    |    |    |    |                   |

## Інші пісні
| Рік  | Пісня                                                                              | Альбом                         |
| ---- | ---------------------------------------------------------------------------------- | ------------------------------ |
| 2006 | «We're All in This Together» (разом з акторами з фільму «Шкільний мюзикл»)         | Шкільний мюзикл                |
| 2006 | «Stick to the Status Quo» (разом з акторами з фільму «Шкільний мюзикл»)            | Шкільний мюзикл                |
| 2007 | «Colors Of The Wind»                                                               | DisneyMania 5                  |
| 2007 | «What Time is It?» (разом з акторами з фільму «Шкільний мюзикл 2»)                 | Шкільний мюзикл 2              |
| 2007 | «Work This Out» (разом з акторами з фільму «Шкільний мюзикл 2»)                    | Шкільний мюзикл 2              |
| 2007 | «All for One» (разом з акторами з фільму «Шкільний мюзикл 2»)                      | Шкільний мюзикл 2              |
| 2008 | «High School Musical» (разом з акторами з фільму «Шкільний мюзикл 3»)              | Шкільний мюзикл 3              |
| 2008 | «Now or Never» (разом з акторами з фільму «Шкільний мюзикл 3»)                     | Шкільний мюзикл 3              |
| 2008 | «Just Wanna Be with You» (разом з Олесею Рулін, Лукасом Грейбілом і Заком Ефроном) | Шкільний мюзикл 3              |
| 2008 | «Senior Year Spring Musical» (разом з акторами з фільму «Шкільний мюзикл 3»)       | Шкільний мюзикл 3              |
| 2009 | «Everything I Own»                                                                 | Bandslam Soundtrack            |
| 2009 | «Winter Wonderland»                                                                | A Very Special Christmas Vol.7 |

## Кліпи
| Рік  | Назва             | Альбом     | Режисер         |
| ---- | ----------------- | ---------- | --------------- |
| 2006 | «Come Back to Me» | V          | Chris Applebaum |
| 2007 | «Say OK»          | V          | Darren Grant    |
| 2008 | «Sneakernight»    | Identified | Malcolm Jones   |

## Тури
| Рік       | Кількість днів | Назва                            | Альбом             |
| --------- | -------------- | -------------------------------- | ------------------ |
| 2006-2007 | 51             | High School Musical: The Concert | Шкільний мюзикл, V |
| 2008      | 19             | Identified Summer Tour           | Identified         |